# Bantarjati (Kertajati)
Bantarjati is een bestuurslaag in het regentschap Majalengka van de provincie West-Java, Indonesië. Bantarjati telt 2021 inwoners (volkstelling 2010).